# Staré Bříště
Staré Bříště (německy Alt Briescht) jsou obec v okrese Pelhřimov v Kraji Vysočina. Žije zde 81 obyvatel.

## Historie
První písemná zmínka je v listině papeže Honoria III. z roku 1226. V listině je vyjmenováno 65 vesnic a dvorů náležejících do správy kláštera Želiv. V této listině se, kromě dalších, objevuje jméno Bříště (Brische). Nejednalo o žádné Mladé či Staré Bříště, ale pouze o Bříště, tehdy Brische, nebo Brische cum capella (Bříště s kaplí - což je první zmínka o zdejším kostele). K rozlišení došlo až o více než 200 let později, konkrétně 31. ledna 1437, kdy císař Zikmund Lucemburský vydává listinu, ve které potvrdil Želivskému klášteru držení veškerého majetku. V této listině dochází poprvé k rozlišení Bříšť na Bříště Staré a Bříště Mešné.

## Obyvatelstvo
| Rok            | 1869 | 1880 | 1890 | 1900 | 1910 | 1921 | 1930 | 1950 | 1961 | 1970 | 1980 | 1991 | 2001 | 2011 | 2021 |
| -------------- | ---- | ---- | ---- | ---- | ---- | ---- | ---- | ---- | ---- | ---- | ---- | ---- | ---- | ---- | ---- |
| Počet obyvatel | 349  | 315  | 331  | 290  | 252  | 265  | 233  | 138  | 140  | 102  | 64   | 62   | 53   | 53   | 72   |
| Počet domů     | 34   | 34   | 37   | 39   | 43   | 44   | 45   | 41   | 36   | 33   | 29   | 31   | 30   | 40   | 43   |

## Obecní správa a politika
Mezi lety 1869–1973 Staré Bříště byly obcí v okrese Německý Brod (1869–1900), poté v okrese Humpolec (1910–1950) a později v okrese Pelhřimov. Od 1. ledna 1974 do 23. listopadu 1990 patřily jako část obce k Mladým Bříštím a od 24. listopadu 1990 jsou opět samostatnou obcí.

### Části obce
- Staré Bříště
- Vlčí Hory

V roce 1869 a v letech 1890–1900 k obci patřil i Vystrkov a v letech 1869–1900 také Komorovice.

### Politika
V letech 2006–2010 působil jako starosta Ing. Zdeněk Tošer, od roku 2010 tuto funkci zastává Ing. Mgr. Václav Honzl.

## Pamětihodnosti
- Boží muka